# Padre nuestro (película de 2006)
Padre nuestro es una película de comedia dramática chilena de 2006 dirigida por Rodrigo Sepúlveda y protagonizada por la argentina Cecilia Roth, Jaime Vadell, Francisco Pérez-Bannen, Amparo Noguera y Luis Gnecco.

## Sinopsis
"Niños, por favor sáquenme de aquí". Ese parece ser el último deseo que Caco (un vividor empedernido, que abandonó su familia 9 años atrás) les pide a Pedro, Meche y Roberto, sus hijos, mientras pasa su último día de vida en un hospital de Valparaíso. Ellos no sospechan que ese viejo divertido, alegre y excéntrico va a hacer todo lo posible para reunir a su familia; aun cuando esto le lleve la vida.

## Reparto
- Jaime Vadell - Eduardo "Caco"
- Cecilia Roth - Maite
- Francisco Pérez-Bannen - Roberto
- Amparo Noguera - Meche
- Luis Gnecco - Pedro
- Gabriela Hernández - Isabel
- Coca Guazzini - Rosa María
- Gloria Münchmeyer - Neche
- Manuel Peña - Carlos
- Marcial Tagle - Pepe
- Felipe Castro - Doctor
- Annie Murath - Cantante
- Arnaldo Berríos - Jalil
- Antonia Santelices - La niña
- Catalina Guerra - Prostituta
- Marisela Santibáñez - Prostituta
- Eduardo Bertrán
- Teresa Münchmeyer
- Ramón Llao

## Premios
- Mejor Actor, Festival Internacional de Cine de Cartagena, Colombia, 2007
- Mejor Actor, Mejor Guion, Premios Pedro Sienna, 2007
- Mejor Guion, Tulipanes Latino Art & Film Festival, USA, 2007
- Mejor Guion, 9.º Festival Iberoamericano de Cine de Santa Cruz, Bolivia, 2007
- Premio Especial de la Juventud de Santa Cruz, 9.º Festival Iberoamericano de Cine de Santa Cruz, Bolivia, 2007
- Mejor Actor, Jaime Vadell, 47.º Festival Internacional de Cine y TV de Cartagena de Indias, Colombia, 2007
- Premio Sarasvati, 5.º Festival Internacional de Cine de Bali, Indonesia, 2007
- Selección Oficial de Chile al GOYA a la Mejor Película de Habla Hispana Madrid, España, 2007
- Selección Oficial de Chile al OSCAR a la Mejor Película Extranjera Los Angeles, EE.UU, 2007
- Selección Oficial de Chile a los Premios Ariel a la Mejor Película Iberoamericana, México, 2008